# Listă de filme braziliene din 2008
Aceasta este o listă de filme braziliene din 2008:

## Lista
| Titlu                           | Regizor                          | Actori                                                              | Gen             | Note                                                                                       |
| ------------------------------- | -------------------------------- | ------------------------------------------------------------------- | --------------- | ------------------------------------------------------------------------------------------ |
| 5 Frações de Uma Quase História |                                  |                                                                     | Drama           |                                                                                            |
| A Mulher do meu Amigo           |                                  |                                                                     | Comedie         |                                                                                            |
| Blindness                       | Fernando Meirelles               | Julianne Moore, Danny Glover, Alice Braga                           | Drama           |                                                                                            |
| Cleópatra                       |                                  |                                                                     | Drama           |                                                                                            |
| Corpo                           |                                  |                                                                     | Drama, Thriller |                                                                                            |
| Coração Vagabundo               |                                  |                                                                     | documentar      |                                                                                            |
| Encarnação do Demônio           | José Mojica Marins               | José Mojica Marins, Milhem Cortaz, Jece Valadão, Nara Sakarê        | Horror          |                                                                                            |
| Dias e Noites                   |                                  |                                                                     | Drama           |                                                                                            |
| É Proibido Fumar                |                                  | Gloria Pires                                                        | Drama           |                                                                                            |
| Fake Blond                      |                                  |                                                                     | Drama           |                                                                                            |
| Garapa                          | José Padilha                     |                                                                     | documentar      |                                                                                            |
| Linha de Passe                  | Walter Salles and Daniela Thomas | Vinícius de Oliveira, Sandra Corveloni                              | Drama           | A câștigat premiul pentru cea mai bună actriță la Festivalul de Film de la Cannes din 2008 |
| Meu Nome Não é Johnny           | Mauro Lima                       | Selton Mello, Cléo Pires, Júlia Lemmertz, Giulio Lopes, Cássia Kiss | Drama           |                                                                                            |
| Mulheres Sexo Verdades Mentiras |                                  |                                                                     | Drama           |                                                                                            |
| Nome Próprio                    |                                  |                                                                     | Drama           |                                                                                            |
| O Guerreiro Didi e a Ninja Lili |                                  | Renato Aragão                                                       | Comedie         |                                                                                            |
| Os Penetras                     |                                  | Rodrigo Santoro                                                     |                 |                                                                                            |
| Polaróides Urbanas              | Miguel Falabella                 |                                                                     | Comedie         |                                                                                            |
| Porto dos Mortos                |                                  |                                                                     | Horror, acțiune |                                                                                            |
| Se Eu Fosse Você 2              |                                  | Tony Ramos, Gloria Pires, Adriane Galisteu                          | Comedie         |                                                                                            |
| Sexo com Amor                   |                                  |                                                                     | Comedie         |                                                                                            |
| Transversais                    |                                  |                                                                     | documentar      |                                                                                            |
| Um Amor do Outro Lado do Mundo  |                                  |                                                                     |                 |                                                                                            |